# Margaretha Sigfridsson
Margaretha Sigfridsson (ur. 28 stycznia 1976 w Sveg) – szwedzka curlerka, srebrna medalistka Zimowych Igrzysk Olimpijskich 2014, mistrzyni Europy z 2010 i 2013, wicemistrzyni świata z lat 2002, 2009, 2012 i 2013. Obecnie jest skipem zespołu AllTele grającym jako otwierająca, reprezentuje Skellefteå Curlingklubb.
Sigfridsson jako kapitan zespołu ze Svegs Curlingklubb wygrała mistrzostwa Szwecji juniorek 1997 i wystąpiła na Mistrzostwach Świata Juniorów. Zespół pod jej przewodnictwem awansował do fazy play-off, w półfinale pokonał Amerykanki (Risa O’Connell), jednak w finale nie podołał Szkotkom (Julia Ewart).
Pod koniec wieku juniorskiego Margaretha startowała bez większych sukcesów w rywalizacji kobiet. Jej pierwszym większym sukcesem było dotarcie do finału Elitserien w sezonie 1998/1999, w którym przegrała 5:7 na korzyść Elisabet Gustafson. Rok później uplasowała się na 3. miejscu w mistrzostwach kraju. W 2002 zespół z Sveg zrewanżował się w finale rozgrywek ligowych pokonując Gustafson 5:4. W rezultacie Sigfridsson wyjechała na Mistrzostwa Świata 2002, gdzie doprowadziła reprezentację do fazy finałowej. Szwedki pokonały w meczu półfinałowym Norweżki (Dordi Nordby), w ostatnim meczu przegrały jednak 5:6 przeciwko Szkotkom (Jackie Lockhart).
Srebrne medalistki sezon później nie zdołały stanąć na najwyższym stopniu podium na arenie krajowej. Zarówno w Elitserien jak i mistrzostwach kraju zajęły 2. miejsce przegrywając w finałach z zespołem Anette Norberg. W latach następnych ekipa Sigfridsson była w krajowej ścisłej czołówce, lecz nie zdołała zająć pierwszego miejsca.
W 2006 Sigfridsson dołączyła do zespołu Stiny Viktorsson i objęła pozycję otwierającej oraz funkcję wiceskipa. Po dwóch latach drużyna ze Skellefteå Curlingklubb triumfowała w Elitserien. Na Mistrzostwach Świata 2008 Szwedki wygrały 6 spotkań na 11 i zostały sklasyfikowane na 6. pozycji. W 2009 zespół Viktorsson był blisko ponownego zdobycia 1. miejsca w lidze, dotarł do finału, gdzie przegrał 5:1 z Anette Norberg. Pomimo przegranej Margaretha Sigfridsson wystąpiła na MŚ 2009, zastąpiła na pierwszej pozycji Annę Svärd. Szwecja zakwalifikowała się do rundy końcowej, na drodze do finału pokonała Kanadę (Jennifer Jones) i Danię (Angelina Jensen). W ostatnim meczu Margaretha zdobyła swój drugi srebrny medal mistrzostw świata, lepsze wynikiem 6:8 okazały się Chinki (Wang Bingyu).
W 2010 po raz pierwszy Sigfridsson wygrała mistrzostwa Szwecji, co pozwoliło jej reprezentować kraj podczas Mistrzostw Europy 2010. Zespół z czwartego miejsca w Round Robin awansował do fazy play-off, w meczu 3/4 pokonał Szwajcarię (Mirjam Ott). W półfinale reprezentacja Szwecji okazała się lepsza od Rosjanek (Ludmiła Priwiwkowa), ostatecznie zdobyła złote medale wygrywając 8:6 nad Szkocją (Eve Muirhead). W tym sezonie drużyna ze Skellefteå ponownie przegrała finał ligowy przeciwko Anette Norberg.
Po zakończeniu sezonu 2010/2011 Stina Viktorsson ogłosiła swoje odejście z zespołu, w wyniku tej decyzji Sigfridsson objęła funkcję kapitana. Do zespołu dołączyła natomiast Maria Prytz. W nowym składzie zespół wystąpił na Mistrzostwach Europy 2011, w fazie grupowej była to jedyna niepokonana ekipa. W play-offach Szwedki wysoko pokonały Dunki (Lene Nielsen) 12:6 i w finale, jak rok wcześniej zmierzyły się ze Szkotkami (Eve Muirhead). Na początku finału drużyna z Skellefteå miała problemy z czytaniem lodu i skutecznością wykonywania zagrań, przeciwniczki wykorzystały to przejmując 4 partie i obejmując prowadzenie 7:0. Szwedki zdobyły srebrne medale, poddały się po 8. endzie przy wyniku 2:8.
W 2012 zespół Sigfridsson wystąpił na MŚ. Szwedki wygrały fazę grupową, w meczu Page play-off pokonały wynikiem 7:6 Szwajcarki (Mirjam Ott). W finale ponownie spotkały się te drużyny, tym razem takim samym rezultatem lepsze okazały się być reprezentantki Szwajcarii. W grudniu Margaretha była gospodynią Mistrzostw Europy. Jej ekipa wygrała rundę każdy z każdym. W późniejszych decydujących meczach wygrywały przeciwniczki, Szkotki (Eve Muirhead) w meczu play-off i Rosjanki (Anna Sidorowa) w półfinale. Szwedki w meczu o 3. miejsce znacząco (9:3) pokonały Dunki (Lene Nielsen).
Podczas Mistrzostw Świata 2013 Margaretha Sigfridsson po raz czwarty w swojej karierze występowała w finale. Jednakże i tym razem nie udało się jej wywalczyć tytułu mistrzyni globu. W ryskim turnieju zdobyła srebrne medale ulegając 5:6 Szkocji (Eve Muirhead), dzień wcześniej reprezentacje te zmierzyły się w górnym meczu Page play-off i lepsze były zawodniczki ze Skellefteå. Szwedki drużynie Eve Muirhead zrewanżowały się pod koniec roku w Mistrzostwach Europy 2013. Drużyna Sigfridsson po pokonaniu Dunek (Lene Nielsen) i Szwajcarek (Mirjam Ott) awansowała do finału, w którym pokonując wynikiem 10:5 Szkotki zdobyła złote medale.
W 2014 Margaretha Sigfridsson zadebiutowała na zimowych igrzyskach olimpijskich. Reprezentacja Szwecji Round Robin turnieju w Soczi zakończyła z bilansem 7 zwycięstw i 2 przegranych. Pozwoliło to Szwedkom na awans do półfinału z drugiego miejsca, w którym pokonały 7:5 Szwajcarki (Mirjam Ott). Ostatecznie uplasowały się na 2. miejscu ulegając w finale Kanadyjkom (Jennifer Jones) 3:6.

## Wielki Szlem
| Turniej                | 2010/2011 | 2011/2012 | 2012/2013 | 2013/2014 | 2014/2015 |
| ---------------------- | --------- | --------- | --------- | --------- | --------- |
| Autumn Gold            | x         | A         | A         | A         | A         |
| Manitoba Lotteries     | A         | x         | x         | x         | QF*       |
| Colonial Square        | SF*       | A*        | A         | A         | A         |
| Masters                | A*        | A*        | A         | QF        | F         |
| Canadian Open          | —         | —         | —         | —         |           |
| Players’ Championships | x         | A         | F         | SF        |           |

| —  | = turniej nie odbył się                          |
| A  | = nie uczestniczyła                              |
| x  | = nie zakwalifikowała się do fazy finałowej      |
| QF | = ćwierćfinał                                    |
| SF | = półfinał                                       |
| F  | = finał                                          |
| W  | = zwycięstwo                                     |
| *  | = turniej niezaliczany do cyklu Wielkiego Szlema |

### Nierozgrywane
| Turniej     | 2010/2011 |
| ----------- | --------- |
| Sobeys Slam | A         |

## Drużyna
|           | Czwarta                | Trzecia                | Druga               | Otwierająca            |
| --------- | ---------------------- | ---------------------- | ------------------- | ---------------------- |
| 2011/2015 | Maria Prytz            | Christina Bertrup      | Maria Wennerström   | Margaretha Sigfridsson |
| 2008/2011 | Stina Viktorsson       | Christina Bertrup      | Maria Wennerström   | Margaretha Sigfridsson |
| 2007/2008 | Stina Viktorsson       | Maria Prytz            | Maria Wennerström   | Margaretha Sigfridsson |
| 2005/2006 | Margaretha Sigfridsson | Maria Prytz            | Margaretha Dryburgh | Ulrika Bergman         |
| 2004/2005 | Margaretha Sigfridsson | Margaretha Dryburgh    | Maria Prytz         | Ulrika Bergman         |
| 2003/2004 | Maria Prytz            | Margaretha Sigfridsson | Margaretha Dryburgh | Matilda Mattsson       |
| 2002/2003 | Margaretha Sigfridsson | Maria Engholm          | Margaretha Dryburgh | Annette Jörnlind       |
| 2001/2002 | Maria Engholm          | Margaretha Sigfridsson | Anna-Kari Lindholm  | Annette Jörnlind       |
| 1999/2000 | Margaretha Sigfridsson | Maria Engholm          | Helen Edlund        | Mari-Louise Persson    |
| 1997/1998 | Margaretha Sigfridsson | Maria Engholm          | Anna-Kari Lindholm  | Mari-Louise Persson    |

| Mikst     | Czwarty/-a    | Trzeci/-a        | Drugi/-a       | Otwierający/-a         |
| --------- | ------------- | ---------------- | -------------- | ---------------------- |
| 2008/2009 | Andreas Prytz | Stina Viktorsson | Magnus Nilsson | Margaretha Sigfridsson |